# Gynoplistia kaoota
Gynoplistia kaoota là một loài ruồi trong họ Limoniidae. Chúng phân bố ở miền Australasia.